# Liste der Kulturdenkmale in Röda (Leisnig)
In der Liste der Kulturdenkmale in Röda sind die Kulturdenkmale des Leisniger Ortsteils Röda verzeichnet, die bis Mai 2023 vom Landesamt für Denkmalpflege Sachsen erfasst wurden (ohne archäologische Kulturdenkmale). Die Anmerkungen sind zu beachten.
Diese Aufzählung ist eine Teilmenge der Liste der Kulturdenkmale in Leisnig.

## Röda
| Bild                                    | Bezeichnung | Lage                            | Datierung                                                          | Beschreibung | ID       |
| --------------------------------------- | --- | ------------------------------- | ------------------------------------------------------------------ | --- | -------- |
| Weitere Bilder                          | Eisenbahnbrücke über die Freiberger Mulde (Rödaer Brücke) | (Flurstücke 174/1, 122) (Karte) | 1867–1868                                                          | 200 m lange, landschaftsprägende Eisenbahnbrücke der Bahnstrecke Borsdorf–Coswig, bestehend aus einer Stahlträgerbrücke und Natursteinbrücke, verkehrsgeschichtliches Zeugnis. 1867 erbaut, 1936 umgebaut. Bau der Eisenbahnstrecke in drei Abschnitten von 1860 bis 1868. Ursprünglich Steinbogenbrücke, davon heute noch neun Bögen erhalten, seit 1936 Flussüberquerung mit Stahlträgern. Insgesamt 208 m lang, 6,4 m hoch und 7,8 m breit. Die Stahlträger werden durch zwei Steinpfeiler gestützt. Laut www.sachsenschiene.de Zerstörung bei Hochwasser 2002 und Neubau 2004. Der Denkmalwert der Brücke ergibt sich aus ihrem technikgeschichtlichen und landschaftsprägenden Wert. Ausschlaggebend hierfür ist insbesondere die Authentizität des Bauwerks. | 09208174 |
| Direkt Bild zu diesem Denkmal hochladen | Wohnstallhaus eines ehemaligen Bauernhofes | Röda 2 (Karte)                  | 1. Hälfte 19. Jahrhundert                                          | Gut erhaltenes Fachwerkgebäude, vermutlich aus der 1. Hälfte des 19. Jahrhunderts, regionalgeschichtlich von Bedeutung. Zwei Geschosse, Erdgeschoss massiv, Fenstergewände Rochlitzer Porphyrtuff, Stichbogenportal ebenfalls Porphyrtuff, kleine Stallfenster ebenfalls mit Gewänden, regelmäßiges Fachwerk im Obergeschoss, zweirieglig, Dach verändert – eventuell nur Bereich über Kehlbalken, wichtig als Teil eines gut erhaltenen Dorfensembles, hausgeschichtlicher Wert. | 09306129 |
| Weitere Bilder                          | Ehemaliges Wohnstallhaus eine Bauernhofes sowie Handschwengelpumpe | Röda 6 (Karte)                  | Bezeichnet mit 1815                                                | Kleine Hofanlage, eines der ältesten Wohngebäude im Ort, prägnanter Bau mit Sichtfachwerk im Obergeschoss, hölzerne Pumpe, baugeschichtlich von Bedeutung. Zwei Geschosse, sechs Achsen, Obergeschoss Sichtfachwerk, Erdgeschoss massiv, Gewände Rochlitzer Porphyrtuff, Korbbogenportal mit Schlussstein, Krüppelwalmdach. | 08967642 |
|                                         | Wohnstallhaus mit angebautem Backhaus mit Backofen, daneben befindlicher Keller, Seitengebäude, Einfriedungsmauer (Stützmauer) sowie zwei Torpfeiler eines ehemaligen Dreiseithofes | Röda 7 (Karte)                  | Um 1840 (Wohnstallhaus); 1. Hälfte 19. Jahrhundert (Seitengebäude) | Reizvolle, das Ortsbild prägende Hofanlage, Dokumentations- und Forschungswert, baugeschichtlich von Bedeutung. - Wohnstallhaus: zwei Geschosse, elf Achsen, Giebel, drei Achsen - Stall: zwei Geschosse, Obergeschoss Sichtfachwerk, Krüppelwalmdach mit Ziegeldeckung | 08967637 |
| Weitere Bilder                          | Wohnstallhaus und Scheune sowie gepflasterte Heiste, Hofbaum (Kastanie) und Toreinfahrt eines Bauernhofes                                                                           | Röda 8 (Karte)                  | Um 1800 (Scheune); bezeichnet mit 1814 (Wohnstallhaus)             | Die alte Ortsanlage mitgestaltende Wohn- und Wirtschaftsgebäude, wissenschaftlich-dokumentarischer Wert. - Wohnstallhaus: zwei Geschosse, Erdgeschoss massiv, Obergeschoss Sichtfachwerk, Ziegeldach neu, saniert, Fenstergewände Rochlitzer Porphyrtuff - Scheune: massiv und Sichtfachwerk, saniert, Ziegeldach, vermutlich im Kern älter, Altliste | 08967639 |
|                                         | Wohnstallhaus eines Vierseithofes | Röda 9a (Karte)                 | Bezeichnet mit 1818                                                | Am Ortsende gelegener Bau einer ehemals sehr imposanten Hofanlage, wissenschaftlich-dokumentarischer Wert, landschaftsgestaltend am Ufer der Mulde gelegen. Ehemals Mildehof e. V., flutgeschädigt 2002, zwei Geschosse, zwei Zugänge mit Korbbogenportalen aus Rochlitzer Porphyrtuff (bezeichnet mit 1818), Krüppelwalmdach, unglückliche Sanierung, Taubenhaus heute auf dem Gelände der Leithenmühle in Brösen, Brösen 38. Fachwerk im Obergeschoss vermutlich nur teilweise erhalten. | 08967678 |
| Weitere Bilder                          | Wohnstallhaus eines Bauernhofes | Röda 10 (Karte)                 | Bezeichnet mit 1818                                                | Am Ortsrand gelegene kleine Hofanlage, ortsbildgestaltendes Wohnstallhaus von wissenschaftlich-dokumentarischem Wert. - Wohnstallhaus: bezeichnet mit 1818 im Schlussstein des Korbbogenportals, Erdgeschoss massiv, Obergeschoss Sichtfachwerk, Anbau zur Muldenseite, preußische Kappen im Erdgeschoss, Fußbodenfliesen mit Muster im Eingangsbereich, Krüppelwalmdach mit neuer Ziegeldeckung, Tür- und Fenstergewände aus Naturstein - Scheune: massiv, teilweise und offenliegendes Fachwerk, hohes Satteldach mit neuer Ziegeldeckung, Grundstück flutgeschädigt 12.–14. August 2002 | 08967641 |
|                                         | Wohnstallhaus einer Hofanlage | Röda 11 (Karte)                 | 1. Hälfte 19. Jahrhundert                                          | Ortsbildprägender Bau mit Sichtfachwerk, hausgeschichtlich von Bedeutung. - Wohnstallhaus: zwei Geschosse, sieben Achsen, Krüppelwalmdach mit Betonsteindeckung, Obergeschoss Sichtfachwerk mit Lehmstakung - Scheune: Giebel Bruchsteinmauerwerk, Traufseite Lehmsteine im Erdgeschoss und Sichtfachwerk im Obergeschoss, Krüppelwalm mit Ziegeldeckung | 08967640 |
|                                         | Wohnstallhaus eines Bauernhofes | Röda 11b (Karte)                | Um 1800                                                            | Zeit- und landschaftstypisches Bauernhaus mit Fachwerkobergeschoss in gutem Originalzustand, Bestandteil des gut erhaltenen Dorfensembles mit giebelständigen Gebäuden, baugeschichtlich und ortsbildprägend von Bedeutung. Zwei Geschosse, Erdgeschoss massiv, im Erdgeschoss Winterfenster (2011) mit Holzklappläden, Eckquaderung Putz, Gewände aus Rochlitzer Porphyrtuff, Obergeschoss Fachwerk mit Lehmstaken und gezapften Streben, Türportal mit waagerechtem Gebälk, Krüppelwalmdach mit Biberschwanzdoppeldeckung. | 08967638 |
| Direkt Bild zu diesem Denkmal hochladen | Wohnstallhaus eines ehemaligen Vierseithofes und Heiste vor dem Eingang sowie Stützmauer mit Zaunpfosten an der Straße                                                              | Röda 12 (Karte)                 | Um 1720                                                            | Heiste mit großen Pflaster-Platten, Wohnstallhaus mit Fachwerk-Obergeschoss, vermutlich zu Beginn des 18. Jahrhunderts erbautes Bauernhaus mit sehr alter und inzwischen relativ seltener Fachwerkkonstruktion, hausgeschichtlich und landschaftsprägend von Bedeutung. Zwei Geschosse, acht Achsen im Obergeschoss, massives Erdgeschoss, Obergeschoss Sichtfachwerk mit K-Streben, klassizistisches Türportal bezeichnet mit 1844 aus Rochlitzer Porphyrtuff, Fenstergewände Rochlitzer Porphyrtuff im Erdgeschoss, originaler Dachstuhl, Altfenster, Satteldach mit Ziegeldeckung, Fördermittel 1994, Altliste. | 08967636 |

## Tabellenlegende
- Bild: Bild des Kulturdenkmals, ggf. zusätzlich mit einem Link zu weiteren Fotos des Kulturdenkmals im Medienarchiv Wikimedia Commons. Wenn man auf das Kamerasymbol klickt, können Fotos zu Kulturdenkmalen aus dieser Liste hochgeladen werden:
- Bezeichnung: Denkmalgeschützte Objekte und ggf. Bauwerksname des Kulturdenkmals
- Lage: Straßenname und Hausnummer oder Flurstücknummer des Kulturdenkmals. Die Grundsortierung der Liste erfolgt nach dieser Adresse. Der Link (Karte) führt zu verschiedenen Kartendiensten mit der Position des Kulturdenkmals. Fehlt dieser Link, wurden die Koordinaten noch nicht eingetragen. Sind diese bekannt, können sie über ein Tool mit einer Kartenansicht einfach nachgetragen werden. In dieser Kartenansicht sind Kulturdenkmale ohne Koordinaten mit einem roten bzw. orangen Marker dargestellt und können durch Verschieben auf die richtige Position in der Karte mit Koordinaten versehen werden. Kulturdenkmale ohne Bild sind an einem blauen bzw. roten Marker erkennbar.
- Datierung: Baubeginn, Fertigstellung, Datum der Erstnennung oder grobe zeitliche Einordnung entsprechend des Eintrags in der sächsischen Denkmaldatenbank
- Beschreibung: Kurzcharakteristik des Kulturdenkmals entsprechend des Eintrags in der sächsischen Denkmaldatenbank, ggf. ergänzt durch die dort nur selten veröffentlichten Erfassungstexte oder zusätzliche Informationen
- ID: Vom Landesamt für Denkmalpflege Sachsen vergebene, das Kulturdenkmal eindeutig identifizierende Objekt-Nummer. Der Link führt zum PDF-Denkmaldokument des Landesamtes für Denkmalpflege Sachsen. Bei ehemaligen Kulturdenkmalen können die Objektnummern unbekannt sein und deshalb fehlen bzw. die Links von aus der Datenbank entfernten Objektnummern ins Leere führen. Ein ggf. vorhandenes Icon  führt zu den Angaben des Kulturdenkmals bei Wikidata.